# Moša Pijade
Moša Pijade (Belgrado, 4 januari 1890 – Parijs, 15 maart 1957) was een politicus van Servisch-Joegoslavische afkomst. Hij was een communist en een van de naaste medewerkers van Josip Broz Tito.

## Levensloop
Pijades ouders waren sefardische joden, maar hij zag zichzelf op de eerste plaats als Serviër. Van 1906 tot 1910 studeerde Pijade schilderkunst aan de kunstacademies van München en Parijs. In de jaren daarna werkte hij onder andere als kelner, reclameschilder en leraar. Na de uitbraak van de Eerste Wereldoorlog vond hij zijn weg als oorlogscorrespondent. Zijn artikelen waren doordrenkt van Servisch nationalisme.
Na de oorlog trad Pijade toe tot de Communistische Partij van Joegoslavië en groeide al snel uit tot een van de leiders. Hij gaf verschillende communistische tijdschriften uit. Pijade werd gevangen gezet nadat de Communistische Partij in 1925 verboden werd. Hij werd veroordeeld tot een gevangenisstraf van 20 jaar, deze straf werd verminderd naar 12 jaar, maar Pijade kreeg er twee jaar bij, omdat hij in de gevangenis had deelgenomen aan een demonstratie tegen de regering. In de gevangenis in het Kroatische Lepoglava leerde hij Josip Broz Tito kennen. In dezelfde periode vertaalde hij samen met Rodoljub Čolaković verschillende klassieke marxistische werken, waaronder Het Kapitaal en het Communistisch Manifest.

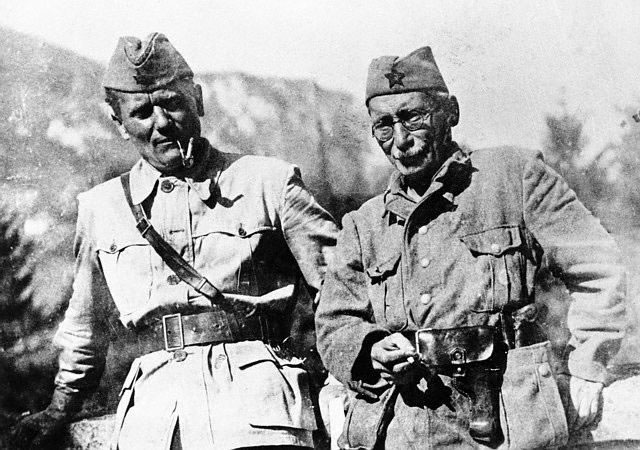
Tito en Pijade in 1942.

Na zijn vrijlating in 1939 trok Pijade naar zijn geboortestad Belgrado, maar werd in 1941 opnieuw gearresteerd. Na de inval van de Asmogendheden in april 1941 werd hij vrijgelaten en voegde zich bij het partizanenleger van Tito. In juli 1941 was hij een van de leiders van de opstand in Montenegro tegen de Italiaanse bezetter. Pijade viel echter vooral op vanwege het geweld tegen alle landgenoten die weigerden zich bij de Communistische Partij te voegen. Hij trad zeer gewelddadig tegen hen op en dreef sommige richting de nationalistische  Četniks, die later in de oorlog samenwerkten met de Duitsers en Italianen. Pijade's handelswijze was de reden voor Tito om hem terug te roepen.
Pijade leidde in maart 1942 de Britse zaakgelastigde Terence Atherton rond in Zabljak. Een jaar later richtte hij de Tanjug op dat zou uitgroeien tot het staatspersbureau van Joegoslavië en later Servië.
Na de oorlog werd Pijade onderscheiden als Nationale Held. Hij maakte deel uit van het politbureau van de Communistische Partij en was van 1946 tot 1953 een van de zes vicepresidenten. Elke deelstaat had een eigen vicepresident. Pijade was aangewezen namens Servië. Hij steunde Tito toen deze in 1949 afstand begon te nemen van Jozef Stalin. Een jaar eerder overtuigde Pijade Tito ervan de achtergebleven joden naar Israël te laten emigreren. Tito maakte een eenmalige uitzondering en drieduizend mensen vertrokken, waaronder de latere Israëlische vicepremier Tommy Lapid.
Pijade was van 1953 tot 1954 vicevoorzitter van het Joegoslavische parlement en van 1954 tot zijn dood voorzitter. Hij overleed in 1957 in Parijs op de terugweg vanuit Londen, waar Pijade leiding had gegeven aan een parlementaire delegatie.
- Bibliothèque nationale de France: cb12749301t (data)
- Gemeinsame Normdatei: 118929348
- International Standard Name Identifier: 0000 0001 2117 6003
- Library of Congress Control Number: n81037109
- Nationale Bibliotheek van Tsjechië: skuk0001101
- Nationale Bibliotheek van Israël: 987007274352505171
- Nederlandse Thesaurus van Auteursnamen: 151927537
- RKD-Nederlands Instituut voor Kunstgeschiedenis: 432397
- SNAC: w6rh00d6
- Système universitaire de documentation: 120459078
- Virtual International Authority File: 811101
- WorldCat: E39PBJqw3kY9Pm9rfTJJRhVV4q